# Messier 56
Messier 56 este un obiect ceresc care face parte din Catalogul Messier, întocmit de astronomul francez Charles Messier.